# Matrimoni entre persones del mateix sexe a Israel

Situació de l'adopció homoparental a l'Orient Mitjà.
Legal
Adopció il·legal
Homosexualitat il·legal

El matrimoni entre persones del mateix sexe a Israel es troba legalment reconegut, però no es poden dur a terme noces homosexuals de manera legal dins del seu territori, ja que només les autoritats religioses poden oficiar matrimonis, i aquestes no permeten el matrimoni a les parelles del mateix sexe.
Tots els matrimonis estrangers es reconeixen a Israel, la qual cosa vol dir que els matrimonis entre persones del mateix sexe només estan reconeguts per a parelles que ja s'hagin casat en un estat que també el reconeix.
A més, com totes les parelles del sexe oposat no casades, les parelles del mateix sexe a Israel, des de 1994, poden accedir a gairebé tots els drets del matrimoni, gràcies a l'ampliació de la llei d'unió civil. En 1997 es va reconèixer el dret a la pensió i en 2000 el govern va assegurar el mateix tracte per a les parelles del mateix sexe en qüestions d'immigració.

## Matrimoni a Israel
El matrimoni a Israel és gairebé exclusivament religiós. El matrimoni civil solament s'aplica de manera excepcional, per la qual cosa les parelles que no volen contreure matrimoni a través de la religió han de fer-ho a l'estranger, (o, més sovint, a ambaixades i consolats). L'autoritat religiosa que regula els matrimonis jueus és el Gran Rabinat d'Israel i existeixen autoritats paral·leles per a les comunitats cristianes, musulmanes i druses, amb un total de 15 tribunals religiosos. Aquests regulen tots els matrimonis i divorcis de les seves pròpies comunitats. En l'actualitat tots ells s'oposen als matrimonis entre persones del mateix sexe, però si els punts de vista d'alguna d'aquestes comunitats arribessin a canviar, seria legal per als membres d'aquesta comunitat religiosa unir-se en matrimonis entre persones del mateix sexe dins d'Israel.
En el marc legal existent, per tant, les úniques possibilitats d'accedir al matrimoni per part de parelles del mateix sexe en territori israelià, pot provenir de l'acceptació d'aquest per alguna de les organitzacions religioses que regulen el matrimoni, o per la introducció del matrimoni civil.
Al febrer de 2009, Nitzan Horowitz va presentar a la Knesset un projecte de llei per a permetre el matrimoni entre persones del mateix sexe, el qual no va ser aprovat.

## Reconeixement dels matrimonis estrangers
El 21 de novembre de 2006, la Cort Suprema d'Israel va ordenar al Ministeri de l'Interior que reconegués els matrimonis de cinc parelles d'homes israelians casats al Canadà. La sentència va tenir el suport de sis dels set magistrats encarregats de prendre la decisió. Posteriorment, en 2008, es va reconèixer l'adopció conjunta (anteriorment ja estava permesa l'adopció dels fills/as del cònjuge).
Les parelles del mateix sexe a Israel ja gaudien de la major part dels drets de les parelles heterosexuals casades i no casades, però la decisió els permet, a més, els mateixos beneficis fiscals que a les parelles de sexe oposat, així com el dret legal d'adoptar. El diputat Moshe Gafni va dir que consideraria la possibilitat de presentar un projecte de llei al Knesset per a intentar revertir la sentència del tribunal.
S'han realitzat cerimònies de noces entre parelles del mateix sexe, sense transcendència jurídica que, juntament amb els matrimonis estrangers reconeguts legalment, permeten a totes dues cerimònies el reconeixement legal a Israel, a condició que els certificats de matrimoni provinguin d'un país estranger. Les primeres noces municipals no oficials van tenir lloc a l'agost de 2009, després de la Marxa de l'Orgull de Tel-Aviv, en la qual l'alcalde Ron Huldai va casar a cinc parelles.

## Suport en el parlament i el govern

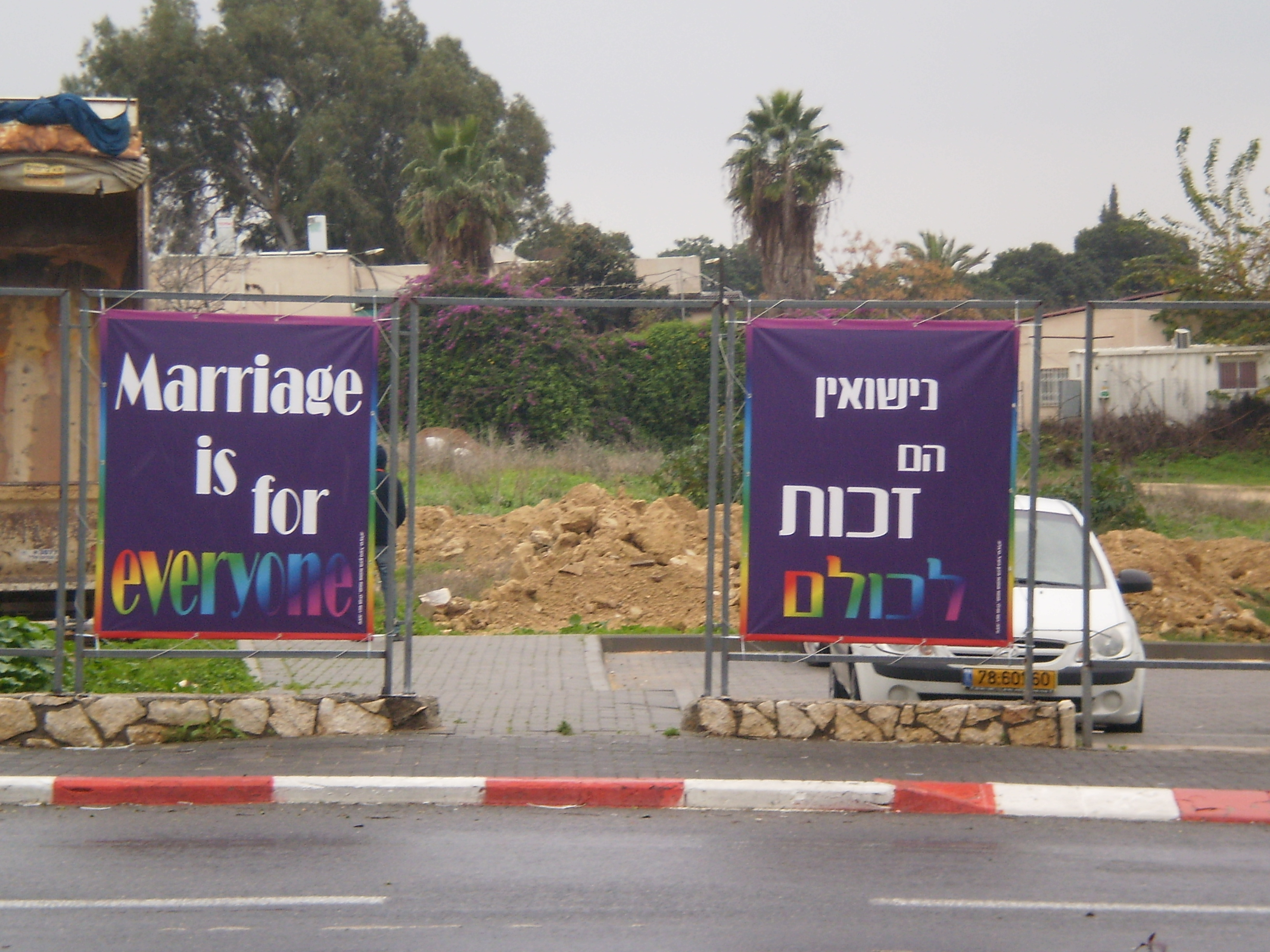
Pancartes donant suport al matrimoni igualitari.

Els següents partits polítics en el parlament israelià donen suport al matrimoni entre persones del mateix sexe: Yesh Atid, Partit Laborista Israelià, Hatnuah, Meretz i Jadash.
El matrimoni entre persones del mateix sexe està secundat per membres del govern i del parlament israelià, incloent l'ex president Shimon Peres, Moshe Ja'alon del Likkud, Shelly Yachimovich, i molts altres ministres i membres del parlament i de l'oposició.
Després de les eleccions legislatives d'Israel de 2013, dos partits que donaven suport al matrimoni entre persones del mateix sexe van entrar a la coalició governant: Yesh Atid i Hatnuah. Al juny de 2013, membres del parlament de Hatnuah, secundats per la líder del seu partit, la ministra de la justícia, Tzipi Livni, van presentar un projecte de llei per a legalitzar el matrimoni civil a Israel per a parelles homosexuals i heterosexuals. A l'octubre de 2013, membres del parlament de Yesh Atid, secundats pel líder del seu partit, el ministre d'economia, Yair Lapid, van presentar un projecte de llei similar.

## Opinió pública
Segons un sondeig d'opinió publicat en ha'aretz en 2009, el 61% dels israelians secunda matrimoni entre persones del mateix sexe. A més, el 60% dels israelians dona suport a l'adopció per part de les parelles del mateix sexe, mentre un 34% s'hi oposa.